# Return Fire
Return Fire ist ein Computerspiel, das von Silent Software entwickelt wurde und 1995 für 3DO Interactive Multiplayer erschien. Eine Erweiterung Return Fire: Maps O' Death wurde noch im selben Jahr für 3DO veröffentlicht. 1996 wurde es für PlayStation und PC portiert. Mit Return Fire 2 erschien 1998 ein Nachfolger. Spielerisch handelt es sich um eine Capture-the-flag-Variante.

## Spielprinzip
Es gilt, das Gebäude des Gegenspielers zu finden, in dem dessen Flagge verwahrt wird. Ziel ist es dieses zu zerstören und die Flagge in das eigene Hauptquartier zu bringen. Dabei werden eigene Vehikel aus der Vogelperspektive gesteuert. Die Ansicht dreht und zoomt dabei selbstständig. Gestartet wird aus einer eigenen Bunkeranlage, die eine Übersichtskarte, Werkstatt, Munitions- und Treibstoffvorräte und Geländefahrzeug, Hubschrauber, Panzer und Mehrfachraketenwerfer in begrenzter Menge vorhält. Nur der Geländewagen, der auch gleichzeitig als Amphibienfahrzeug dient, kann die gegnerische Flagge einsammeln.

## Soundtrack
Das Spiel verwendet gemeinfreie Musikstücke. Im Startbildschirm spielt Messa da Requiem von Giuseppe Verdi. Bei Wechsel des Fahrzeugs spielt Richard Wagners Walkürenritt bei Benutzung des Helikopters oder Rimsky-Korsakovs Hummelflug beim Steuern des Geländefahrzeugs und die Ouvertüre zu Wilhelm Tell von Gioacchino Rossini, wenn man in Besitz der Flagge ist. Bei der Fahrt mit dem Panzer spielt Mars, der Kriegsbringer aus Die Planeten von Gustav Holst. Im gepanzerten Unterstützungsfahrzeug läuft Edvard Griegs In der Halle des Bergkönigs.

## Rezeption
Das Spiel nutze nicht alle Möglichkeiten der 3DO-Hardware. Das Spielprinzip sei jedoch packend.
Return Fire erinnere an Action-Spiele der frühen 1980er-Jahre, sei aber technisch auf der Höhe der Zeit. Es kombinieren eine intelligente Steuerung mit sauberem Scrolling, penibler Kollisionsabfrage und einer Prise Taktik. Bei der Steuerung benötige es jedoch etwas Geduld. Das Regelwerk sei komplett auf Deutsch übersetzt und die Werbung für die US-Army entfernt.
Der Soundtrack aus klassischer Musik sei eventuell nicht jedermanns Geschmack. Die Grafik sei ordentlich und zweckmäßig. Die Steuerung benötige etwas Geduld, da man Landezonen sehr genau treffen muss und das Scrolling auf dem PC zurückrutsche. Die Level böten wenig Abwechslung. Dennoch bleibe es ein Spiel mit guter Zugänglichkeit. Das Spiel verschenke mit fehlendem Netzwerkmodus viel Potenzial.